# Dún Briste

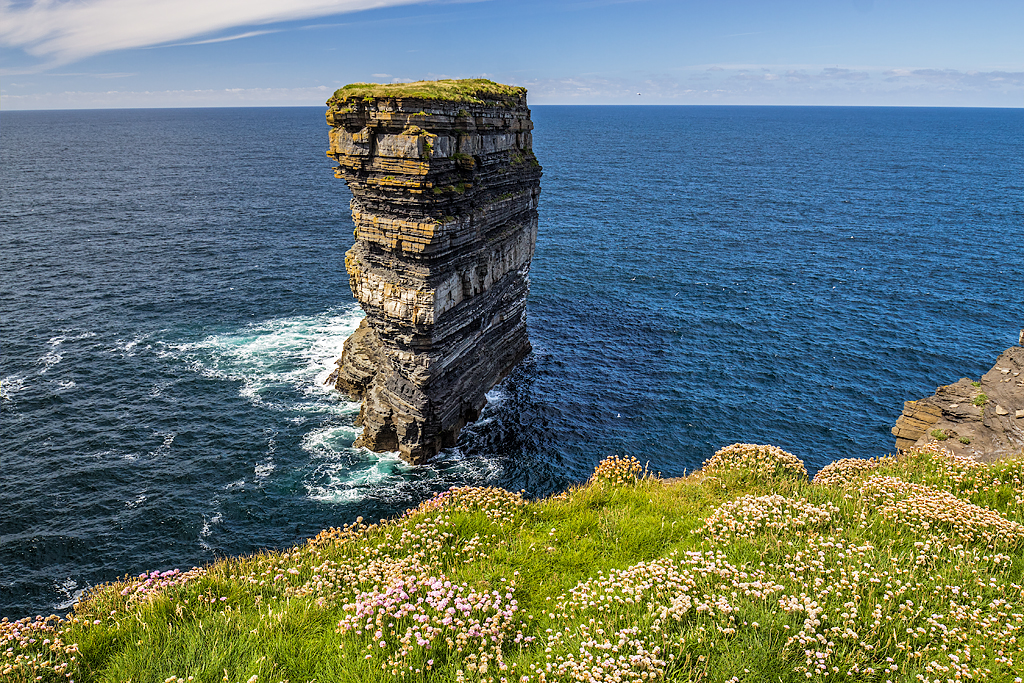
Felsen Dún Briste

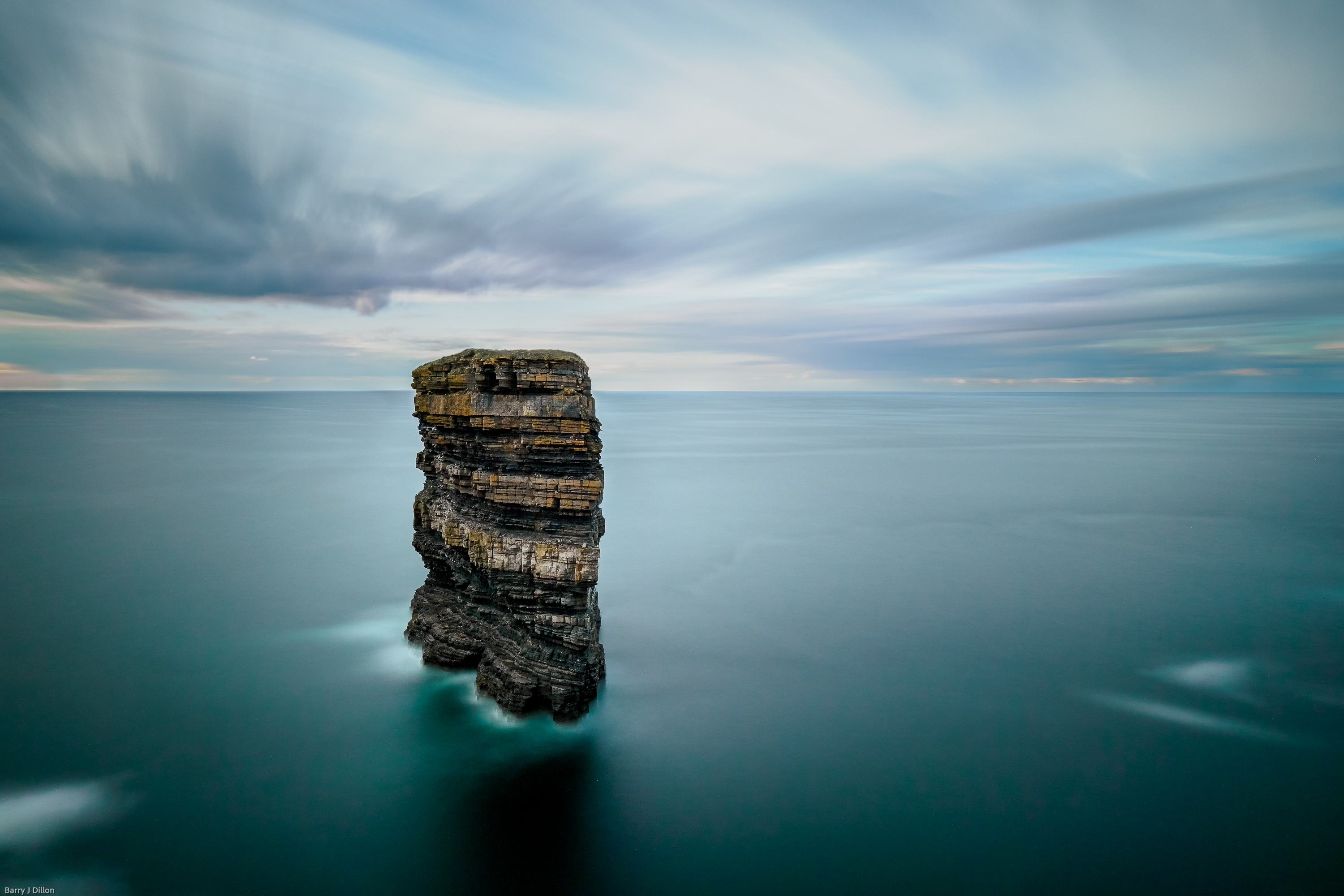
Dún Briste

Dún Briste (irisch dún = „Festung“, briste = „zerbrochen“) ist ein ca. 45 m hoher, steil aus dem Atlantik aufragender Brandungspfeiler vor der irischen Nordwestküste.

## Lage
Der Dún-Briste-Felsen befindet sich etwa 20 m vor der Nordküste der irischen Grafschaft (county) Mayo bei der Halbinsel Downpatrick Head. Die nur etwa 220 Einwohner zählende Ortschaft Ballycastle liegt etwa 6 km südlich.

## Geologie
Der Felsen zeigt ähnliche geologische Schichten wie die benachbarte Halbinsel. Deshalb wurde schon seit langem angenommen, dass er einst mit dem Festland verbunden war; diese Annahme wurde im Jahr 1980 durch geologische Untersuchungen bestätigt.

## Geschichte
Auf dem Felsen wurden sogar Gebäudereste entdeckt, die zu einer Siedlung oder einem Kloster gehörten. Einige Forscher behaupten eine in alten Chroniken erwähnte Sturmflut des Jahres 1393 als Zeitpunkt und Ursache der Loslösung des Felsens.